# 神经现象学
神经现象学（Neurophenomenology ），是一种以实用的方式解决意识难题的科学研究思路。它将神经科学与现象学结合起来，在强调人类心灵的具身状态的基础上对经验、心灵和意识进行研究。这一领域也同神经心理学、神经人类学和行为神经科学（也称为生物心理学）等领域密切相关，同时也相关于心理学现象学。
“神经现象学”这一概念是1990年由劳格林（C.Laughlin）、麦克马纳斯（J.McManus）和阿奎利（E. d'Aquili）提出的。20世纪90年代中期，神经现象学在认知神经科学家弗朗西斯科·瓦雷拉那里得到了重视，并获得了充分的解释，他的著作启发了许多哲学家和神经科学家沿着这个方向继续探索。
现象学是一种研究人们日常经验的哲学方法。现象学的关注点在于考察各种现象（phenomena，来自希腊语phainomenon，意为“自身显现出的东西”）在意识中、在第一人称视角下呈现出的样子。因此，现象学有助于我们理解表象（appearances） 如何显现给我们，以及我们如何把意义归属于它们。  
神经科学是对于大脑的科学研究，处理意识的第三人称方面的问题。部分研究意识的科学家认为，单独采用第一人称或第三人称方法中的任何一种都不能克服意识难题。
回顾历史，埃德蒙德·胡塞尔的工作使现象学成为一门具有内在连贯性的哲学学科，它在对意识的研究中使用了“悬置”的方法论。作为弗兰茨·布伦塔诺的学生，胡塞尔认为，在对心灵的研究中有一点非常重要，就是承认意识的特征在于意向性。意向性通常也被解释为“相关性”（aboutness）——意识总是关于某物的意识。20世纪中期，梅洛-庞蒂发展出了一门尤其关注具身性（embodiment）的现象学。
自然而然，现象学和神经科学的关注点产生了交汇。但由于现象学与心灵哲学在本体论上的分歧，这两门学科之间的对话仍然是一个非常有争议的话题。哲学家休伯特·德雷福斯对计算机主义和表象主义的认知科学、人工智能的本体论假设提出了颇具影响力的批判，为神经科学和具身本体论的整合提供了新的研究思路。 德雷福斯的工作已经对认知科学家和神经科学家产生了影响，促使他们研究现象学、具身认知科学和“与-或”生成论。举例来说：神经科学家沃尔特·弗里曼对神经振荡的分析很明显带有梅洛-庞蒂的色彩。但最近的趋势倾向于拒绝德雷福斯对胡塞尔的解释，而更加关注胡塞尔现象学与心灵科学的整合，代表人物有埃文·汤普森。

## 扩展阅读
- B. Andrieu. "Brains in the flesh: Prospects for a neurophenomenology". （页面存档备份，存于） Janus Head 9: 135–155, 2006.
- D. Rudrauf, A. Lutz, D. Cosmelli, J.-P. Lachaux, M. Le Van Quyen. "From autopoiesis to neurophenomenology: Francisco Varela’s exploration of the biophysics of being" （页面存档备份，存于）, Biol Res 36: 21–59, 2003.
- J. Petitot, F. Varela, B. Pachoud, J-M Roy eds. "Naturalizing phenomenology. Issues in contemporary phenomenology and cognitive science", Stanford University Press, Stanford (California), 1999.